# La Fonte des neiges
 (octobre 2021).
Si vous disposez d'ouvrages ou d'articles de référence ou si vous connaissez des sites web de qualité traitant du thème abordé ici, merci de compléter l'article en donnant les références utiles à sa vérifiabilité et en les liant à la section « Notes et références ».
La Fonte des neiges est un court métrage français de 26 minutes réalisé par Jean-Julien Chervier en 2008.

## Synopsis
En arrivant dans le camping naturiste où le traîne sa mère, Léo, douze ans, croit défaillir. Jusqu'à ce qu'il fasse la rencontre d'Antoinette et de ses champignons magiques.

## Fiche technique
- Réalisateur : Jean-Julien Chervier
- Genre :  comédie dramatique, romance
- Thèmes : Adolescence, amour
- Langue de tournage : français
- Pays :  France
- Sortie en France :
- Durée : 26 minutes
- Production déléguée : Vonvon Films Associés
- Exportation/Ventes internationales : Les Films du Requin

## Distribution
- Marc Beffa : Léo
- Géraldine Martineau : Antoinette
- Zazon Castro
- Laurent Roth
- Natanaël Sylard
- Philippe Caulier
- Laura Luna